# Lista de prefeitos de Abdon Batista (Santa Catarina)
Esta é a lista de prefeitos do município de Abdon Batista (Santa Catarina), estado brasileiro de Santa Catarina.
| N° | Prefeito                 | Partido                                          | Início do mandato     | Fim do mandato         | Observações                              |
| -- | ------------------------ | ------------------------------------------------ | --------------------- | ---------------------- | ---------------------------------------- |
| 1  | Santin Palavro Júnior    | Partido do Movimento Democrático Brasileiro PMDB | 1° de janeiro de 1990 | 31 de dezembro de 1992 | Prefeito eleito em sufrágio universal.   |
| 2  | Fredolino Mattos         | Partido do Movimento Democrático Brasileiro PMDB | 1° de janeiro de 1993 | 31 de dezembro de 1996 | Prefeito eleito em sufrágio universal.   |
| 3  | Santin Palavro Júnior    | Partido do Movimento Democrático Brasileiro PMDB | 1° de janeiro de 1997 | 31 de dezembro de 2000 | Prefeito eleito em sufrágio universal.   |
| 4  | Fredolino Mattos         | Partido da Social Democracia Brasileira PSDB     | 1° de janeiro de 2001 | 31 de dezembro de 2004 | Prefeito eleito em sufrágio universal.   |
| 5  | Luiz Antonio Zanchett    | Partido do Movimento Democrático Brasileiro PMDB | 1° de janeiro de 2005 | 31 de dezembro de 2008 | Prefeito eleito em sufrágio universal.   |
| 5  | Luiz Antonio Zanchett    | Partido do Movimento Democrático Brasileiro PMDB | 1° de janeiro de 2009 | 31 de dezembro de 2012 | Prefeito reeleito em sufrágio universal. |
| 6  | Lucimar Antônio Salmória | Partido do Movimento Democrático Brasileiro PMDB | 1° de janeiro de 2013 | 31 de dezembro de 2016 | Prefeito eleito em sufrágio universal.   |
| 6  | Lucimar Antônio Salmória | Partido do Movimento Democrático Brasileiro PMDB | 1° de janeiro de 2017 | 31 de dezembro de 2020 | Prefeito reeleito em sufrágio universal. |
| 7  | Jadir Luiz de Souza      | Movimento Democrático Brasileiro MDB             | 1° de janeiro de 2021 | 31 de dezembro de 2024 | Prefeito eleito em sufrágio universal.   |
| 8  | Lucimar Antônio Salmória | Movimento Democrático Brasileiro MDB             | 1° de janeiro de 2025 | Atualidade             | Prefeito eleito em sufrágio universal.   |